# Colocleora leucoostephana
Colocleora leucoostephana là một loài bướm đêm trong họ Geometridae.